# (142) Polana
(142) Polana – bardzo ciemna planetoida pasa głównego asteroid.

## Odkrycie
Została odkryta 28 stycznia 1875 roku w Austrian Naval Observatory (Pula, półwysep Istria) przez Johanna Palisę i nazwana na cześć miasta Pola (obecnie Pula), gdzie dokonano odkrycia.

## Orbita
(142) Polana krąży w średniej odległości 2,42 jednostek astronomicznych od Słońca (okres obiegu 3 lata i 277 dni). Jest największym obiektem rodziny planetoid Polana, która jest spokrewniona z rodziną planetoid Nysa.
Obiekt o typie spektralnym F (podgrupa typu spektralnego C), składający się głównie pierwotnych węglanów.